# Смородьківка
Сморо́дьківка — село в Україні, у Куп'янському районі Харківської області. Входить до складу Кіндрашівської сільської громади. Населення становить 240 осіб.

## Географія
Село Смородьківка розташоване на правому березі річки Куп'янка, вище за течією за 2 км розташоване село Самборівка, нижче за течією за 2 км розташоване село Паламарівка, за 2 км східніше — колишнє село Кленки.

## Історія
Смородьківка заснована у 1707 році, і село початково було дворами в урочищі "Купина Долина", які належали вдові Меланії Смородській, дружині сотника Ізюмського слобідсько-козацького полку Федора Смородського. Від того ж прізвища село отримало своє найменування. 
Започатковувалося поселення з будівництва чотирьох хатин, які спорудили закликані сюди з правобережної частини Дніпра переселенці.
Заселювана ними місцевість була дуже красивою. Долину розрізала спокійна, лагідна і чиста річка Куп'янка, в низинній частині росли невеликі дубові гаї, а на підвищеннях вітер гнав сиві хвилі сивої ковили.
Село швидко зростало. Незабаром тут була побудована церква, яку після більшовицького захоплення України зруйнували.
7 (20) листопада 1917 року, відповідно до Третього Універсалу Української Центральної Ради, увійшло до складу Української Народної Республіки.
Під час організованого радянською владою Голодомору 1932—1933 років померло щонайменше 262 жителі села.
В роки Другої світової війни тут точилися жорстокі бої. В одному з них загинув і тут похований командир танкового батальйону 156-ї танкової бригади старший лейтенант І. Ф. Селедцов. У полі неподалік від села в 1942 році знаходився аеродром нічних бомбардувальників.
До 2020 року орган місцевого самоврядування — Смородьківська сільська рада.
12 червня 2020 року, відповідно до розпорядження Кабінету Міністрів України № 725-р «Про визначення адміністративних центрів та затвердження територій територіальних громад Харківської області», увійшло до складу Кіндрашівської сільської територіальної громади.

## Економіка
- «Смородьківка», сільськогосподарське ПП

## Об'єкти соціальної сфери
- Школа
- Клуб

## Відомі люди
- Бицань Григорій Леонтійович (1920—1979) — Герой Соціалістичної Праці.
- Чернушенко Марія Дем'янівна (1925-?) — Герой Соціалістичної Праці.